# Daichi Ōmori
Daichi Ōmori (japanisch 大森 大地 Ōmori Daichi; * 1. April 2000 in der Präfektur Aichi) ist ein japanischer Fußballspieler.

## Karriere
Daichi Ōmori erlernte das Fußballspielen in den Jugendmannschaften des Aichi FC und dem FC FERVOR Aichi, in der Oberschulmannschaft der Kani-Ober- & Mittelschule der Teikyō-Universität (Teikyō daigaku Kani kōtō-gakkō-chūgakkō) sowie in der Universitätsmannschaft der Tōyō-Universität. Seinen ersten Vertrag unterschrieb er im Januar 2022 bei Albirex Niigata (Singapur). Der Verein ist ein Ableger des japanischen Zweitligisten Albirex Niigata, der in der ersten singapurischen Liga, der Singapore Premier League, spielt. Sein Erstligadebüt gab Daichi Omori am 25. Februar 2022 (1. Spieltag) im Heimspiel gegen Tanjong Pagar United. Hier stand er in der Startelf und spielte die kompletten 90 Minuten. Tanjong Pagar United gewann das Spiel 2:0. Am Ende der Saison feierte er mit Albirex die singapurische Meisterschaft. Zu Beginn der Saison 2023 unterschrieb er einen Vertrag beim japanischen Drittligisten Kataller Toyama. Nach drei Ligaspielen wurde sein Vertrag nach der Saison 2023 nicht verlängert.

## Erfolge
Albirex Niigata (Singapur)
- Singapurischer Meister: 2022